# キ22 (航空機)
キ22は、大日本帝国陸軍が計画した重爆撃機。開発は川崎造船所飛行機工場（のちの川崎航空機工業）によって行われた。実機は製作されていない。

## 概要
1935年（昭和10年）、陸軍は同年の研究方針改正によって航空撃滅戦に用いる重爆撃機の試作を計画し、同年9月に中島飛行機に対してキ19の、三菱重工業に対してキ21の、川崎に対してキ22の設計を命じた。川崎は設計案を提出したものの基礎設計審査の結果不合格となり、1936年（昭和11年）に計画中止となった。その後、同年中にキ19とキ21は実機の試作を指示され、うちキ21が九七式重爆撃機として制式採用された。